# دیزآباد (قائم‌شهر)
دیزآباد روستایی است از توابع بخش مرکزی شهرستان قائم‌شهر در استان مازندران ایران.

## جمعیت
این روستا در دهستان بالاتجن قرار دارد و بر اساس آخرین سرشماری مرکز آمار ایران در سال ۱۳۸۵، جمعیت آن ۳۹۹ نفر (در ۹۶ خانوار) بوده است.